# Männerbund
Ein Männerbund ist eine Schwurgemeinschaft von Männern, die ein bestimmtes gemeinsames Ziel verfolgen. Das Miteinander in einem Männerbund wird durch bestimmte feste Rituale und Regeln bestimmt; oft gibt es eine hierarchische Ordnung. Die Zugehörigkeit zum jeweiligen Männerbund wird häufig durch äußerliche Erkennungsmerkmale angezeigt (z. B. Symbole, bestimmte Kleidung, Haartracht, Tätowierungen). Frauen sind aus Männerbünden generell ausgeschlossen. Zudem wurden Männerbünde als gesellschaftserhaltend gedacht. Sie sollten eine wichtige Funktion innerhalb der Elite einnehmen und selbst zumindest Teil dieser sein.

## Begriff
Der Begriff Männerbund wurde 1902 durch dem Volkskundler Heinrich Schurtz geprägt, um Initiationsrituale in Ostafrika zu beschreiben. Im wilhelminischen Deutschland wurde dieser Begriff von zahlreichen Vertretern der Jugendbewegung aufgegriffen und mit neuem Inhalt gefüllt, besonders von Hans Blüher. Im Allgemeinen traten Gruppen, die sich selber im Rückgriff auf Blüher und Schurtz als Männerbund bezeichneten, über längere Zeit nur in Deutschland und Österreich auf, darunter etwa das Graue Corps.

## Geschichte
In der Geschichte gab es sehr viele Gruppen, die bei Schurtz und in seiner Nachfolge als Männerbünde bezeichnet wurden. Meist waren Priesterschaften und Kriegergruppen (z. B. Drushina, Jomswikinger, Templer und andere Ritterorden) als Männerbünde organisiert. Die meisten Studentenverbindungen wie Burschenschaften und Corps zählen auch dazu. Oft waren zudem Händlergemeinschaften (z. B. die Hanse) männerbündlerisch organisiert. In der wissenschaftlichen Literatur wird die Frage diskutiert, ob diese Bünde wirklich Männerbünde im Sinne der ethnologischen Theorie Schurtz’ oder nur homosoziale Gruppen sind.

## Beispiele für historische Männerbünde

### Antike

#### Italien
Zu den Männerbünden im vorrömischen Italien sind die in einem „Heiligen Frühling“ (ver sacrum) geborenen und dem Kriegsgott geweihten „Sacrani“ bzw. „Sacrati“ zu rechnen, die als junge Erwachsene aus ihrem Volk verstoßen wurden. Sie begründeten neue Völker, die älteren überlagernd, und eroberten fast alle griechischen Kolonien Süditaliens bis zur römischen Okkupation. Am bekanntesten sind die Lukaner (Plinius der Ältere: „Lucani Samnitibus orti duce Lucio“) und die Mamertiner, die Messana (heute Messina) eroberten und den Ersten Punischen Krieg auslösten.

#### Sparta
Die Institution der Krypteia war eine rituelle Jagd auf die Heloten und spielte bei der Initiation der männlichen spartanischen Vollbürger eine Rolle. Sie könnte sich aus einem bei vielen indogermanischen Völkern verbreiteten Männerbund entwickelt haben. (Siehe auch Phratrie, Hetairie.)

#### Germanen
Der dem Nationalsozialismus nahestehende Germanist Otto Höfler ging bei seiner Untersuchung der Mythen zur Wilden Jagd davon aus, dass auch die Germanen Männerbünde kannten, denen er eine staatsbildende Kraft zuschrieb. Sie sollen sich vor allem die Bekämpfung von Hexen betrieben haben. Höflers Theorie ist in Fachkreisen umstritten. Auch die Waräger setzten sich aus Männerbünden zusammen, die in der Rus Handel und Plünderung betrieben.

#### Indien
Im antiken Indien existierten unter den Ariern Männerbünde, die als Vratya bezeichnet wurden und möglicherweise auf alte indogermanische Traditionen zurückgehen.

### Mittelalter und Neuzeit
Viele historische Männerbünde werden auch als Bruderschaften bezeichnet. Einige von diesen existieren bis heute.

#### Islam
Sir Richard Francis Burton stellte fest, dass die Derwischorden innerhalb des Sufismus (siehe auch: Derwisch) „der östliche Elternteil der Freimaurerei“ sei. Die heute nicht mehr bestehenden Futuwwa-Bünde können als ein Verbindungsglied zu den Derwischorden gesehen werden. Das Wort ‚fituw(w)a‘ (bekannt seit dem 9. Jahrhundert) ist von ‚fityan‘ (Sing. ‚fata‘; im Islam z. B. auf den jugendlichen Abraham angewendet) abgeleitet, welches in der vorislamischen arabischen Welt der Begriff für Jünglinge, die, ungeachtet ihrer sozialen oder religiösen Zugehörigkeit, als maskulin verstandene Tugenden, wie Frömmigkeit, Selbstzucht, Großmut, Freigiebigkeit, Gastfreundschaft, verkörperten. An-Nasir trat, wie viele andere Fürsten auch, dieser mystischen Futuwwa-Bewegung ebenfalls bei, und verhalf ihnen zu größerem Ansehen, bis Bagdad durch den Mongolen-Khan Hülegü erobert wurde. Geschichtlich ist bei den Futuwwa-Bünden ist die sogenannte Hiramlegende belegt, die auch im Dritten Grad der Freimaurerei auftaucht, wobei anstelle Hirams Ali „der Kalif“ auftritt, welcher von einigen Charidschiten erschlagen worden sei. Diese Reflexion eines historischen Ereignisses stellt den Schlüsselpunkt des Rituals der ismailitischen Bruderschaften dar.
Der älteste nachweisbare Zweig der islamischen Männerbünde ist die al-Banna‘, der Orden der Baumeister. Der Gründer des ‚al-Banna‘-Ordens, der im Umfeld der Sunniten entstand, war Maaruf Karkhi († 815), welcher von seinen Angehörigen als König Salomon verehrt wurde. Maulana Karkhi war Schüler von Maulana Daud (David) Ibn Tai († 781), der wiederum ein Schüler des Abu Hanifa an-Nu’man ibn Thabit (699–767), welcher der Gründer der hanifitischen Rechtsschule des sunnitischen Islam gewesen ist. Der ‚al-Banna‘-Orden leitet sich von dem Bund der ‚Fünfundvierzig‘ aus der heiligen Stadt Mekka ab, der 632 einen Brüderlichkeits- und Treueid ablegte. Schon unter dem Kalifen Abu Bakr (632–634) und Alī ibn Abī Tālib (656–661) wurden Schulungsversammlungen abgehalten, und 657 bekam der Orden unter Uways die erste Ordensverfassung. In Syrien wurden im 8. Jahrhundert die ersten Gebäude der Bewegung errichtet. Die Ideologie des ‚futuwwa‘ wurde von der ‚Ikhwan as-safe wahullan al-Wafa‘, den ‚Brüdern der Reinheit und Freunden der Treue‘ philosophisch untermauert. Dieser 961/62 n. Chr. in Basra gegründete Bund wird auch ‚Lautere Brüder von Basra‘ genannt, der u. a. auf Abū l-ʿAlāʾ al-Maʿarrī oder Al-Ghazali starken Einfluss hatte. Später entwickelten sich die gehobenen Stände der Zünfte (arab. ‚sinf‘) logenähnlich und die Handwerker-Korporationen entstanden in einem Klima, das von neuplatonischen Akademien geprägt war, nachdem Alfons VI. 1085 Toledo, das „Jerusalem des Westens“ erobert hatte.

#### Christentum
Die ersten geistlichen Ritterorden, die während der Kreuzzüge entstanden sind und aus denen sich zahlreiche Nachfolgeorganisationen entwickelten, waren ebenfalls reine Männerorden. Bekannt ist vor allem der Templerorden.
Besonders verbreitet sind Männerbünde auch heute noch in der Römisch-Katholischen Kirche. Erwähnenswert ist in diesem Zusammenhang die Internationale Vereinigung Katholischer Männer, der in Deutschland die Gemeinschaft der Katholischen Männer Deutschlands (GKMD) angeschlossen ist. Zur GKMD gehört in Bayern neben dem Landesverband katholischer Männervereinigungen in Bayern e. V. der Katholische Männerverein Tuntenhausen (KMVT), der für seine enge Verflechtung mit den Führungsgremien der CSU bekannt ist.
Zu den Mitgliedsverbänden der GKMD gehören auch der Cartellverband der katholischen deutschen Studentenverbindungen (CV) und der Kartellverband katholischer deutscher Studentenvereine (KV).

#### Freimaurerei
Gemäß den Alten Pflichten sind Frauen von der Mitgliedschaft in einer regulären Freimaurerloge ausgeschlossen. Im 1723 erschienenen Konstitutionsbuch der Großloge von England wurde die Mitgliedschaft von Frauen in Logen untersagt.

## Nationalsozialismus
Auch nationalsozialistische Gruppen wie die SS griffen mit Bezug auf antike indogermanische oder arische Männerbünde (z. B. die Vratyas im alten Indien) auf diese Idee zurück. Einer der bekanntesten Philosophen zur NS-Zeit, Alfred Baeumler, verfasste 1934 die Schrift Männerbund und Wissenschaft. 
Die Hitlerjugend knüpfte an die Bewegungen der Bündischen Jugend aus der Kaiser- und der Weimarer Zeit an.

## Französische Fremdenlegion
Die französische Fremdenlegion übt bis heute eine hohe Anziehungskraft auf Männer aus der ganzen Welt aus. Seit ihrer Gründung im Jahre 1831 ist Frauen der Eintritt in die Legion nicht gestattet.

„Mehr noch als andere militärische Einheiten wies die französische Fremdenlegion typische Merkmale eines Männerbundes auf.“

In den ersten Dienstjahren leben die Fremdenlegionäre, insbesondere die Mannschaftsdienstgrade, unter neuer Identität, dem sogenannten Anonymat, in der Kaserne.

„Ob ein Legionär seine wahre Identität preisgibt oder nicht, er darf die ersten fünf Jahre nicht heiraten, ein Haus kaufen oder außerhalb der Kaserne leben.“

Das Motto der Fremdenlegion lautet „Legio Patria Nostra“ („Die Legion ist unser Vaterland“) und zieht sich wie ein roter Faden durch die gesamte Dienstzeit eines Legionärs. Es verdeutlicht den Korpsgeist (Esprit de corps), den diese Truppe auszeichnet und zusammenschweißt. Neben vielen legionstypischen Ritualen und Traditionen, die jeder freiwillige Bewerber (Engagé volontaire) vom ersten Tag der viermonatigen Grundausbildung an auf einer der abgelegenen Ausbildungsfarmen (Ferme) neben dem unabdingbaren Französisch als Kommandosprache erlernt, bevor er das berühmte Képi blanc in einer feierlichen Zeremonie verliehen bekommt und erst dann in seine neue „Familie“ als Légionnaire de 2ème classe aufgenommen ist, prägen Tugenden wie Ehre und Treue (Honneur et fidélité) sowie Tapferkeit und Disziplin (Valeur et discipline) den Alltag eines Legionärs.

„Die kulturelle, soziale und nationale Heterogenität stellte [...] eine große Herausforderung dar. Den Legionären fehlte das Verbindende wie Patriotismus, eine gemeinsame Ideologie oder ein Feindbild. Um die Legionäre trotzdem zu einer Einheit zu formen und für den Kampf zu motivieren, entwickelte man eine Kombination verschiedener Elemente, die mit dem Begriff »Identitätspolitik« beschrieben werden kann.“

In den 1980ern hat das Oberkommando der Fremdenlegion beschlossen, ein Kompendium von Grundsätzen zu verfassen, die jedem Legionär als Richtschnur für sein tägliches Handeln sowohl auf persönlicher als auch auf beruflicher Ebene dienen sollen. Dieser „Wertekompass“ wurde als Code d'honneur du légionnaire in sieben Artikeln zusammengefasst, die jeder Legionär seitdem auswendig lernen und verinnerlichen muss.
Dabei zielt Artikel 2 des Ehrenkodex auf die multikulturelle Gemeinschaft ab, die die Fremdenlegionäre aus mittlerweile über 150 Nationen zu einem eingeschworenen Männerbund vereinigen soll:

„Chaque légionnaire est ton frère d'arme, quelle que soit sa nationalité, sa race, sa religion. Tu lui manifestes toujours la solidarité étroite qui doit unir les membres d'une même famille.“

„Jeder Legionär ist Dein Waffenbruder, gleich welcher Nationalität, Rasse oder Religion. Du bezeugst ihm stets die enge Solidarität, die die Mitglieder ein und derselben Familie vereinen muss.“

Die Vielfalt unterschiedlicher Nationalitäten, Sprachen, Religionen und Ethnien, die man unter den Legionären findet, stellt eine Herausforderung für die französischen Offiziere dar, aus diesem „Schmelztiegel“ von Männern eine kampferfahrene Eliteeinheit zu formen. Auch deshalb sind die Vorgesetzten, die ein Kommando in der Legion bekleiden, auf besondere Weise mit ihren Legionären verbunden.

„Für den Legionär, der alles zurückgelassen hat, ist die Legion eine zweite Heimat geworden, [...] Die Legion wird aber noch mehr als eine Heimat, sie wird zur Familie, an deren Spitze der Vater der Legion, will heißen der Kommandant der Fremdenlegion steht. Diese Idee der Fremdenlegion als Familie wird am besten an Weihnachten deutlich, dem Familienfest schlechthin, wo nicht ein einziger Unteroffizier oder Offizier bei den Feierlichkeiten fehlt - diese gehen vor Privatleben, Kinder und Ehefrau. Die Männer der Legion, vom Oberst bis zum jüngsten Legionär verbringen den Weihnachtsabend gemeinsam - zu diesem Anlass gibt es Weihnachtskrippen-Wettbewerbe und die Legionäre fertigen nett gemeinte Karikaturen von ihrem Kader an. Somit wird die Legion, als Herzens- und Adoptionsfamilie dargestellt und erlebt - Legio patria nostra - sie ist die Heimat aller.“

## Bedeutung in Feminismus und Staatstheorie
Seit den 1970er Jahren werden im Feminismus mit dem Begriff Männerbund bzw. männerbündische Gesellschaft Strukturen beschrieben, in denen Männer durch indirekte Ausschlussverfahren Frauen den Zugang zu Positionen und Macht verwehren. Dieser Begriff ist eng mit der Beschreibung der Gesellschaft als Patriarchat verbunden. Eva Kreisky (vgl. 1994, 1995) hat in der politikwissenschaftlichen Staatstheorie den Begriff als brauchbare, wenn auch nicht unproblematische Analysekategorie geprägt. So arbeitet sie die im Staatsapparat historisch eingeschriebene „Männlichkeit als System“ heraus, die nicht als eine verschworene Gemeinschaft zu verstehen sei, sondern als die diskursiv festgeschriebene Hegemonie der (strukturellen) Männlichkeit.